# Bredviken, Västerbotten
Bredviken är en sjö i Skellefteå kommun i Västerbotten och ingår i Byskeälven-Kågeälvens kustområde. Sjön har en area på 0,228 kvadratkilometer och ligger 1,8 meter över havet.

## Delavrinningsområde
Bredviken ingår i det delavrinningsområde (720518-175219) som SMHI kallar för Utloppet av Bredviken. Medelhöjden är 19 meter över havet och ytan är 4,18 kvadratkilometer. Det finns inga avrinningsområden uppströms utan avrinningsområdet är högsta punkten. Avrinningsområdets utflöde mynnar i havet. Avrinningsområdet består mestadels av skog (87 procent). Avrinningsområdet har 0,23 kvadratkilometer vattenytor vilket ger det en sjöprocent på 5,5 procent.